# An Chang-rim

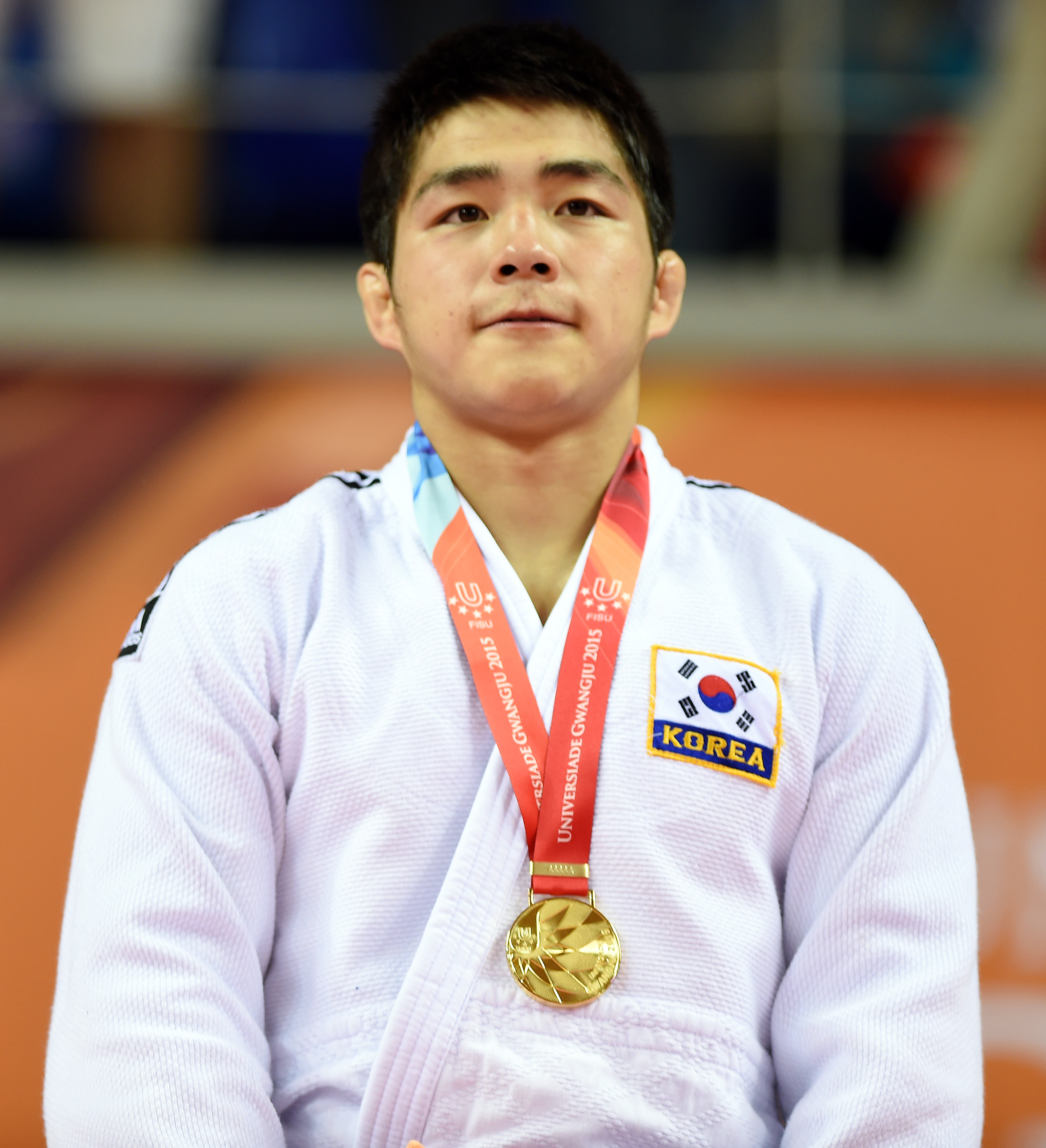
An Chang-rim (2015)

An Chang-rim (* 2. März 1994 in Kyōto, Japan) ist ein südkoreanischer Judoka. Er war Weltmeister 2018 und Olympiadritter 2021 im Leichtgewicht, der Gewichtsklasse bis 73 Kilogrammn.

## Sportliche Karriere
Der in Japan geborene Südkoreaner war 2014 U21-Weltmeister. 2015 siegte er bei den Asienmeisterschaften in Kuwait und bei der Universiade in Gwangju. Bei den Weltmeisterschaften in Astana besiegte er im Viertelfinale den Mongolen Saindschargalyn Njam-Otschir, im Halbfinale unterlag er dem Japaner Shōhei Ōno. Durch einen Sieg über den zweiten Mongolen Ganbaataryn Odbajar sicherte sich An eine Bronzemedaille. Anfang 2016 gewann er das Grand-Slam-Turnier in Paris. Bei den Olympischen Spielen 2016 in Rio de Janeiro gewann er seinen ersten Kampf gegen den Syrer Mohamed Kasem durch Ippon, im zweiten Kampf schied er gegen den Belgier Dirk Van Tichelt aus.
2017 siegte An bei den Asienmeisterschaften in Hongkong durch einen Finalsieg über Ganbaataryn Odbajar. Bei den Weltmeisterschaften in Budapest bezwang er Odbajar im Viertelfinale, unterlag aber im Halbfinale Rustam Orujov aus Aserbaidschan. Mit einem Sieg über den Georgier Lascha Schawdatuaschwili erkämpfte An eine Bronzemedaille. Bei den Asienspielen 2018 in Jakarta besiegte er den Iraner Mohammad Mohammadi im Halbfinale, im Finale unterlag er Shōhei Ōno. Drei Wochen nach den Asienspielen fanden in Baku die Weltmeisterschaften 2018 statt. Im Halbfinale bezwang er erneut den Iraner Mohammadi, im Finale gewann er gegen den Japaner Soichi Hashimoto. 2019 gewann er bei den Asien-Pazifik-Meisterschaften die Silbermedaille hinter dem Mongolen Tsend-Otschiryn Tsogtbaatar. Anfang 2021 siegte er beim IJF-Masters-Turnier. Bei den Olympischen Spielen in Tokio bezwang er im Viertelfinale den Israeli Tohar Butbul. Im Halbfinale unterlag er dem Georgier Lascha Schawdatuaschwili, anschließend bezwang er im Kampf um Bronze den Aserbaidschaner Rüstəm Orucov. Ende 2021 beendete er seine Leistungssport-Karriere.